# Kainan
Kainan (japanska: 海南市?, Kainan-shi) är en stad i Wakayama prefektur i Japan. Staden fick stadsrättigheter 1934.